# آهوی کوهی (شعر)
«آهوی کوهی» شعری از ابوحفص سغدی است که بسیاری آن را نخستین شعر فارسی در اوزان عرب در حدود سال ۳۰۰ هـ. ق می‌دانند.
این شعر عبارت است از:
| آهوی کوهی در دشت چگونه دوذا (دودا) |  | او ندارد یار، بی یار چگونه بوذا (بودا) |

## جایگاه
جلال خالقی مطلق در کتاب شاهنامه و فرهنگ ایران در مورد این بیت نوشته‌است: آهنگ غنایی و لفظ ساده این بیت نشان می‌دهد که شاعر احتمالاً موسیقی دان ماهر و مشهوری نیز بوده، یعنی ابوحفص ادامه دهنده هنر خنیاگری ایران قدیم بوده‌است. گویی شاعر احساس یک مرد روستایی را توصیف می‌کند که در محیط سرد و بی‌روح شهر، روزگار گذشته را به یاد می‌آورد.
عنوانِ کتابِ هزارهٔ دوم آهوی کوهی اثر محمدرضا شفیعی کدکنی برگرفته از این شعر است؛ هزارهٔ اول شعر فارسی با این شعر آغاز می‌شود و لذا این عنوان، کنایه از استمرار شعر فارسی است که اکنون وارد هزارهٔ دوم شده‌است.

## بررسی زبانی
گفته می‌شود واژهٔ «بُوَدا» یا «بُوَذا» در مصرع اول از راویان منابع بالا اشتباه است. به نظر امید طبیب زاده منشأ اشتباه به کتاب مجمع الفصحاء اثر رضا قلی خان هدایت برمی‌گردد.
در فرهنگ دهخدا و مآخذ اصلی این شعر یعنی کتاب اَلمُعْجَم فی مَعاییرِ أشعارِ العَجَم نوشتهٔ شمس قیس رازی تصحیح علامه قزوینی در چاپ ۱۳۱۴ برگ ۱۵۱ واژهٔ «دَوَدا» با ذال معجم در آخر مصرع اول درج شده (و در چاپ ۱۳۸۸ و تصحیح مجدد قزوینی توسط مدرس رضوی و سروش شمیسا صفحهٔ ۲۲۶ بدون ذال معجم «آهوی کوهی در دشت چگونه دودا / او ندارد یار بی یار چگونه رودا» درج شده):
| آهوی کوهی در دشت چگونه دوذا |  | او ندارد یار بی یار چگونه روذا |